# Трамкар
„Трамкар“, известно и като Трамвайния завод, е предприятие в София за производство и ремонт на подвижен състав на трамвайния и тролейбусния електротранспорт. Намира се в  депо Красно село на адрес: София 1618, бул. „Цар Борис III“ № 126 A.

## История
Предприятието започва съществуването си като Главна техническа работилница (депо „Мария Луиза“) през 1927 година за ремонт и преустройство на трамвайния подвижен състав. Започва производство на релсови ремаркета (1934) и трамвайни мотриси (1936).
Работилницата се премества окончателно в депо „Красно село“ след Втората световна война. Тя се преобразува в края на 1951 г. в завод „6 септември“ за производство и ремонт на трамвайни мотриси, ремаркета и тролейбуси, както и за производство на каросерии за градски автобуси. Производството на трамвайни мотриси и тролейбуси се отделя от завода и се обособява като Главна техническа работилница за ремонт и производство на трамваи на Стопанско предприятие „Градски пътнически транспорт“ (1959). Предприятието е преобразувано в Клон 4 (за производство и ремонт на трамваи и тролейбуси) на СП „Градски транспорт“ (1964) и в Завод за трамваи „София“ (1976).
Преобразуван е в еднолично търговско дружество „Трамкар“ през 1990 г. То се влива в „Столичен електротранспорт“ ЕАД и се преобразува в поделение „Трамкар“ през ноември 2008 г..

## Производство
Дейността на предприятието се разширява с течение на времето до ремонт, преустройство, модернизация и производство на подвижен състав за електротранспорта. Разполага с цехове, оборудвани с машини и съоръжения, необходими за извършването на дейността.
Трамваи
Първоначалните произведени мотриси са: ''Т8М-700''; ''Т8М-301 България 1300''; ''Т8М-900М''; ''Т8М-900''; ''T6M-700''
Последният трамвай е произведен през май 1991 г. Оттогава извършва модернизация на мотриси „T6M-700“ и „Т8М 900“. Сключен е договор с предприятието „Инекон“ (Чехия) за производство на мотриси „Т8М-700IT Inekon“. В предприятието се извършва също и реставрация на трамвайни мотриси.  
Тролейбуси
Предприятието произвежда също тролейбуси – ТБ-51 (първия модел, 1951), „Трамкар Чавдар“, Gülerüz Cobra, Gülerüz Cobra 272.